# Фолк (тауншип, Миннесота)
Фолк (англ. Falk) — тауншип в округе Клируотер, Миннесота, США. На 2000 год его население составило 261 человек.

## География
По данным Бюро переписи населения США площадь тауншипа составляет 94,6 км², из которых 93,9 км² занимает суша, а 0,7 км² — вода (0,74 %).

## Демография
По данным переписи населения 2000 года здесь находились 261 человек, 87 домохозяйств и 70 семей.  Плотность населения —  2,8 чел./км².  На территории тауншипа расположено 95 построек со средней плотностью 1,0 построек на один квадратный километр. Расовый состав населения: 70,88 % белых, 23,37 % коренных американцев и 5,75 % приходится на две или более других рас.
Из 87 домохозяйств в 42,5 % воспитывались дети до 18 лет, в 62,1 % проживали супружеские пары, в 14,9 % проживали незамужние женщины и в 18,4 % домохозяйств проживали несемейные люди. 17,2 % домохозяйств состояли из одного человека, при том 6,9 % из — одиноких пожилых людей старше 65 лет. Средний размер домохозяйства — 3,00, а семьи — 3,27 человека.
33,7 % населения — младше 18 лет, 11,1 % — в возрасте от 18 до 24 лет, 26,1 % — от 25 до 44, 19,9 % — от 45 до 64, и 9,2 % — старше 65 лет. Средний возраст — 31 год. На каждые 100 женщин приходилось 93,3 мужчин.  На каждые 100 женщин старше 18 приходилось 92,2 мужчин.
Средний годовой доход домохозяйства составлял 20 313 долларов, а средний годовой доход семьи —  22 750 долларов. Средний доход мужчин —  21 042 доллара, в то время как у женщин — 13 750. Доход на душу населения составил 9554 доллара. За чертой бедности находились 31,9 % семей и 32,7 % всего населения тауншипа, из которых 30,7 % младше 18 и 54,5 % старше 65 лет.